# 魔進戦隊キラメイジャー エピソードZERO
- スーパー戦隊シリーズ
  - 魔進戦隊キラメイジャー > 魔進戦隊キラメイジャー エピソードZERO
  - スーパー戦隊MOVIEパーティー > 魔進戦隊キラメイジャー エピソードZERO

『魔進戦隊キラメイジャー エピソードZERO』（マシンセンタイキラメイジャー エピソードゼロ）は、2020年2月8日より東映系で公開された、日本の映画作品。
同時上映は『劇場版 騎士竜戦隊リュウソウジャーVSルパンレンジャーVSパトレンジャー』。
キャッチコピーは「スーパー戦隊MOVIEパーティーがはじまるぞ！」「テレビスタートまで待てない！ キラメイジャー誕生を映画で目撃せよ！」。

## 概要
『魔進戦隊キラメイジャー』テレビシリーズの本放送開始に先駆けて公開された劇場作品で、スーパー戦隊シリーズ映画『スーパー戦隊MOVIEパーティー』の一篇でもある。テレビシリーズ第1話に繋がる前日譚として位置づけられており、発端となるクリスタリアの滅亡と、レッドを除く4人の戦士の誕生経緯が描かれる。ラストシーンでは、先行販売特典の『赤いスポーツカー魔進』がイメージ映像として登場する。
ムビチケ前売券購入特典として動画配信サービス『MIRAIL（ミレール）』で視聴できる『魔進戦隊キラメイジャー スペシャル映像』を配信。2020年2月29日より東映特撮ファンクラブで映画本編を会員限定最速配信。
新型コロナウイルス感染拡大によるテレビシリーズの撮影延滞に伴い、2020年5月17日にテレビシリーズの第10話の翌週以降の代替放送として本作品がテレビ初放送された。後出の山口は、本作品が放送されたことはテレビシリーズをより深く理解するためプラスになったと述べている。

### 制作
本作品の監督である山口恭平は、テレビシリーズ第1・2話も含めたパイロット監督も務めており、撮影も両話数とほぼ同時に進行したが、仕上げの都合から本作品が先行している。
ストーリーは、充瑠以外の4人が仲間になるくだりなど、元々テレビシリーズ第1話の内容として予定されていたが、尺の都合で収まりきらなかったため、入り切らずにカットが検討されていたものを、映画化に際し本作品に転用している。荒川のアイデアをベースに大まかな流れを作り、充瑠以外のメンバーを中心にストーリーを組み直している。最初の顔見せのため、リーダー感の為朝やデキる医者の小夜、足が速い瀬奈など一目で分かるキャラクターの方向性を打ち出している。本作品がなかった場合、作中におけるクリスタリアのシーンは後の話数で回想として描かれる予定であった。山口は、自身がテレビシリーズに参加した段階で本作品の制作は決まっていなかったことを証言している。従来のスーパー戦隊の多くは、第1話で早く形を完成させるため、第1話の時点で主人公のレッド以外のメンバーが既に揃っており、そこにレッドが加わることでチームが完成する流れだったが、前日譚の劇場版でレッド以外の4人をスカウトしてレッドに先行してキラメイジャーになるものとなったため、戦士になる前から演じられたことがよかったといい、充瑠においても本作品では変身はしていないが、小宮自体が初めて本格的な芝居をするため、最初に等身大の小宮に近い高校生の役を演じていたのはむしろ良かったという。ただし、映画を観ない人はいるため、本作品を観なくても第1話は分かるものとなっている。ちなみに、レッド以外の4人をスカウトするシーンは、『ジャッカー電撃隊』の第1話のオマージュとなっている。『キラメイジャー』は異文化との遭遇を描いているため、本作品ではマブシーナとオラディン、ガルザなどクリスタリアのシーンを多めに描いている。
ヨドン軍は本来は第1話で襲来するため存在しないが、アクションシーンを作るために、今時の設定としてMRでベチャットを再現させるものとなった。

## ストーリー
オラディンが王として治めていた美しき宝石の国クリスタリア。だが、オラディンの弟であるガルザの手引きによって作戦参謀クランチュラ率いる闇の軍団ヨドンヘイムが侵攻し王は討たれ国は滅亡してしまう。1人生き残ったクリスタリアの姫マブシーナはクリスタリアの秘宝キラメイストーンたちと共に、オラディンの友人でもあった博多南無鈴を頼り次にヨドン軍が侵攻するであろう地球へと向かった。CARATのスーパーバイザーであった博多南はヨドン軍の地球襲来に備えキラメイジャーの変身アイテムキラメイチェンジャーを開発、マブシーナは迷いつつもキラメイストーンと共鳴し、輝く精神の源である強いキラメンタルを持つ戦士たちを探し始める。
シューティング部門で賞金ランキング1位に君臨するeスポーツ界のスター射水為朝、陸上競技会でその名を轟かせている日本記録を持つ陸上選手の速見瀬奈、剣道五段の腕前で人気アクションスターの押切時雨、合気道の達人で美人過ぎる女医として知られる天才外科医の大治小夜。キラメイストーンの導きと共に彼らをスカウトするマブシーナではあったが自身の不安と一見争いとは無縁の彼らを戦いに巻き込むことに悩む。だが初戦にもかかわらずキラメイジャー4人のその戦いぶりに勇気をもらったのであった。レッドキラメイストーンは凄まじいキラメンタルの気配を感じたものの、未だに相棒を見つけられずにいた。一方、光ヶ峰高等学校の生徒の熱田充瑠は、クラスメイトの柿原瑞希に似顔絵を頼まれるのであったが。

## 登場人物
柿原 瑞希（）
充瑠のクラスメイト。絵ばかりを描く充瑠を小馬鹿にした態度をとり、からかいで自分の絵を描くように頼むが、充瑠の描いた自分の絵を見て激怒した。
テレビシリーズにも、エピソード20・42・44・FINALに登場。裏表の激しい性格で、表の顔は優等生ぶっているが、裏の顔は高圧的でズル賢いのが魅力（充瑠曰くズルくてパワフル＝ズルパワフルさ）。ゲーマーの兄・章介が為朝のファン。セッチャクザイ邪面の騒動からキラメイジャーたちの正体と充瑠の純粋さを知り、自分のズルパワフルさが魅力であることを受け入れてからは優等生ぶることと心を開いた充瑠を小馬鹿にすることを止めることにした。また、セッチャクザイ邪面の接着剤効果がなくなってもくっついていたふりをして充瑠の手を握ったままでいたため、他のキラメイジャーたち（色恋に疎い瀬奈を除く）からは「アオハル」と称された。エピソード42では充瑠を遊園地デートに誘うが、その直後にガルザによって汚染された空気から充瑠をかばったため、空気を吸ってベチャット化し、街を彷徨うようになるが、ヨドン皇帝が倒されたことで元に戻る。本作品やエピソード42までは充瑠のことを「熱田」と呼んでいたが、エピソードFINALでは「充瑠」と呼んでいた。
テレビシリーズ終了後に製作されたスピンオフ作品『ヨドンナ』・『ヨドンナ2』では物語の中心人物として登場する。
- 演者の西葉瑞希と下の名前が一緒であり、公式サイトではオーディションの際にスタッフが彼女と会った時にそのイメージを盛り込んでキャラを作り上げたためと記述されている。
- 無我夢中で絵を描いているため、学校生活で少し浮いており、キラキラしていることに気づけず、キラキラしていない充瑠の性格と様子を表現するために作られ、意地悪な絡み方をするが、充瑠はあまり気にしていないため、そのキャラを引き立たせるものとなった。第42話では次回で充瑠が一度死ぬことが決まっていたため、そのフラグとして彼が大好きな柿原を登場させている。
- プロデューサーの塚田は、『魔法戦隊マジレンジャー』の山崎さんのようなポジションをイメージしており、脚本も緊急事態宣言発令以前に進んでいたため、早めに再登場させる予定だったが、当時と違い、やることが多かったためになかなか出せず、ペースが早かったことからエピソード20での登場となった。同話数は充瑠の学園の話を描くため、柿原を再登場させるものとなったが、本作品を観ていないと初めて観る人が多いという想定だったが、同話数の構想中に緊急事態宣言が出た影響によってテレビで本作品を放送することになったため、柿原を知っている前提で話を作り直すこととなった。
- 西葉は『キラメイジャー』のオーディションにも参加しており、5人には選ばれなかったものの、彼女の芝居の上手さから、2次の段階で主人公のガールフレンドのような位置付けで依頼する予定であった。

## キャスト
- 熱田充瑠 / キラメイレッド - 小宮璃央[注釈 5][25]
- 射水為朝 / キラメイイエロー - 木原瑠生[25]
- 速見瀬奈 / キラメイグリーン - 新條由芽[25]
- 押切時雨 / キラメイブルー - 水石亜飛夢[25]
- 大治小夜 / キラメイピンク - 工藤美桜[25]
- 柿原瑞希 - 西葉瑞希[25]
- 同級生 - 水野花梨[25]
- 隊長 - 岡野友紀[25]
- 映画監督 - 荒川大三朗[25]
- 医師 - 高橋宏典[25]
- 博多南無鈴 - 古坂大魔王[25]

### 声の出演
- レッドキラメイストーン - 鈴村健一[25]
- イエローキラメイストーン - 岩田光央[25]
- グリーンキラメイストーン - 赤羽根健治[25]
- ブルーキラメイストーン - 大河元気[25]
- ピンクキラメイストーン - 長久友紀[25]
- マブシーナ - 水瀬いのり[25]
- ガルザ - 中村悠一[25]
- クランチュラ - 高戸靖広[25]
- オラディン / ナレーション - 杉田智和[25]

### スーツアクター
一部出典はジャパンアクションエンタープライズ出演情報より。
- キラメイレッド[27] - 伊藤茂騎
- キラメイイエロー[28][29] - 蔦宗正人
- キラメイグリーン[30] - 五味涼子
- キラメイブルー[31] - 竹内康博
- キラメイピンク[出典 2] - 下園愛弓
- マブシーナ[35] - 野川瑞穂
- ガルザ[36] - 矢部敬三
- クランチュラ[37] - 神尾直子
- オラディン[38] - 藤田洋平
- 渡辺実
- 今井靖彦
- 村岡弘之
- 高橋光
- 高田将司
- 神前元
- 榮男樹
- 寺本翔悟
- 鍜治洸太朗
- 坂梨由芽
- 竹中凌大
- 豊田泰史
- 佐渡山貴仁
- 酒井和真
- 松原凛
- 清水麟太郎
- 林本奈々
- 岡田ひかる
- 宇佐見紗風
- 米岡孝弘
- 村上歩夢
- 上平田結花
- 齊藤謙也
- 小森拓真
- 菊地雄人

#### ノンクレジット
- 大林勝[26]
- 中田裕士[26]
- 佐野夏未[26]
- 浅井宏輔[26]
- 相田真滉[26]

## スタッフ
- 製作 - 手塚治（東映）、西新（テレビ朝日）、與田尚志（東映ビデオ）、垰義孝（バンダイ）、相原晃（東映エージエンシー）、北條真（日本コロムビア）
- 企画 - 白倉伸一郎（東映）、赤津一彦（テレビ朝日）、加藤和夫（東映ビデオ）、金木勲（バンダイ）、清水啓司（東映エージエンシー）、八木仁（日本コロムビア）
- 原作 - 八手三郎[25]
- 脚本 - 荒川稔久[25]、下亜友美[25]
- 音楽 - 松本淳一[25]
- 撮影 - 松村文雄[25]
- 照明 - 堀直之
- 美術 - 岡村匡一
- 録音 - 伝田直樹
- 編集 - 若松広大
- 整音 - 山口満大
- スクリプター - 髙山秀子
- 助監督 - 塩川純平[25]
- 制作担当 - 田中耕作、石切山義貴
- ラインプロデューサー - 青柳夕子
- 絵コンテ - 伊藤康洋
- プロデューサー補 - 瀧島南美
- キャラクターデザイン - K-SuKe
- 製作プロダクション - 東映テレビ・プロダクション[25]
- スーパー戦隊MOVIEパーティー（東映、テレビ朝日、東映ビデオ、バンダイ、東映エージエンシー、日本コロムビア）[25]
- プロデューサー - 塚田英明・望月卓（東映）、井上千尋・島川博篤（テレビ朝日）、山田真行（東映ビデオ）、矢田晃一・深田明宏（東映エージェンシー）
- アクション監督 - 福沢博文[25]
- 特撮監督 - 佛田洋[25]
- 監督 - 山口恭平[25]

## スペシャルエンディング
エンディングでは3Dの『スター☆トゥインクルプリキュア』と共演、ダンスでは4大戦隊とプリキュア3作品がケボーンダンスを踊る。TTFC最速バージョンでは収録されず、およびテレビ放送の際にもカットされている。
エンディング曲
「教えて...!トゥインクル☆」
作詞・作曲 - MUTEKI DEAD SNAKE / 編曲 - 生田真心 / 歌 - 吉武千颯
「ケボーン！リュウソウジャー」
作詩 - KOCHO / 作曲 - 奥井康介 / 編曲 - 中塚武 / 歌 - Sister MAYO
キャスト
- リュウソウレッドの声 - 一ノ瀬颯
- キュアスターの声 - 成瀬瑛美
- プリキュアモーションアクター - 安居リカ

ダンス出演
- 『魔進戦隊キラメイジャー』より5人
- 『スター☆トゥインクルプリキュア』より5人
- 『騎士竜戦隊リュウソウジャー』より6人
- 『快盗戦隊ルパンレンジャーVS警察戦隊パトレンジャー』より7人
- 『HUGっと!プリキュア』よりキュアエール
- 『ヒーリングっど♥プリキュア』よりキュアグレース

スタッフ
- 振り付け - 振付稼業air:man、彩木エリ（イカキック）
- ダンス指導 - YUMA（イカキック）
- スペシャルエンディング演出 - 葉山康一郎

## ネット動画
『魔進戦隊キラメイジャー エピソードZERO ヒーローインタビュー』は、東映特撮ファンクラブ限定配信の動画。キラメイジャーにスカウトされた時の様子を語るインタビューという形式で構成されており、台本なしでインタビューに答えるという形で、各エピソードに1カットを映画とは異なるカットで撮影されている。監督は山口恭平。
- Vol.1 速見瀬奈編 2020年2月08日配信
- Vol.2 押切時雨編 2月15日配信
- Vol.3 射水為朝編 2月22日配信
- Vol.4 大治小夜編 2月29日配信

## 映像ソフト化
2020年6月24日発売。Blu-ray / DVDでリリース。2作セットのスペシャル版のみ東映特撮ファンクラブ有料会員受注特典（2020年5月8日まで）として、本作品のメイキングDVDを同梱。
- 魔進戦隊キラメイジャーエピソードZERO DVD通常版（1枚組）
- スーパー戦隊MOVIEパーティー VS&エピソードZERO DVDスペシャル版（3枚組）
  - ディスク1：『劇場版 騎士竜戦隊リュウソウジャーVSルパンレンジャーVSパトレンジャー』本編DVD
  - ディスク2：『魔進戦隊キラメイジャー エピソードZERO』本編DVD
  - ディスク3：特典DVD
    - 『劇場版 騎士竜戦隊リュウソウジャーVSルパンレンジャーVSパトレンジャー』メイキング
    - 完成披露イベント
    - 初日舞台挨拶
    - ノンスーパーED
    - PR集
    - リュウソウデータファイル
    - ポスタービジュアル

  - 初回限定特典
    - スペシャルフォトブック（A4サイズ・52P）
- スーパー戦隊MOVIEパーティー VS&エピソードZERO Blu-rayスペシャル版（3枚組）
  - ディスク1：『劇場版 騎士竜戦隊リュウソウジャーVSルパンレンジャーVSパトレンジャー』&『魔進戦隊キラメイジャー エピソードZERO』本編Blu-ray
    - 音声特典
      - 『劇場版 騎士竜戦隊リュウソウジャーVSルパンレンジャーVSパトレンジャー』オーディオコメンタリー（一ノ瀬颯×綱啓永×尾碕真花×小原唯和×岸田タツヤ×兵頭功海）

    - 映像特典
      - 『劇場版 騎士竜戦隊リュウソウジャーVSルパンレンジャーVSパトレンジャー』メイキング
      - 完成披露イベント
      - 初日舞台挨拶
      - ノンスーパーED
      - PR集
      - リュウソウデータファイル
      - ポスタービジュアル

  - ディスク2：『劇場版 騎士竜戦隊リュウソウジャーVSルパンレンジャーVSパトレンジャー』本編DVD
  - ディスク3：『魔進戦隊キラメイジャー エピソードZERO』本編DVD
  - 初回限定特典
    - スペシャルフォトブック（A4サイズ・52P）

## 備考
- 射水為朝がプレイするeスポーツの映像で『GOD EATER 3』を使用している[19]。
- 速見瀬奈編に登場するウェアやシューズのメーカーは、『獣拳戦隊ゲキレンジャー』に登場する企業、スクラッチ社製となっている[19]。
- 押切時雨編で、時雨の演じる侍が繰り出した技名は映画『GOZEN-純恋の剣-』からのオマージュである[19]。
- スペシャルエンディング冒頭では、博多南無鈴の背後に、ペン・りんご・パイナップルが映るシーンがある。